# Эйферман, Джордж
Джордж Эйферман (англ. George Eiferman; род. 3 ноября 1925 года, Филадельфии (англ. Philadelphia), Пенсильвания, США — 12 февраля 2002, Лас-Вегас, Невада, там же) — известный американский культурист.
Служил в Военно-морском флоте США во время Второй Мировой войны, после занялся культуризмом, выиграл конкурсы Мистер Америка в 1948 году и Мистер Вселенная в 1962 году.